# Leon Štukelj
Leon Štukelj (en búlgar: Леон Штукељ) (Novo Mesto, Imperi Austrohongarès 1898 - Maribor, Eslovènia 1999) fou un gimnasta artístic iugoslau, guanyador de sis medalles olímpiques.

## Biografia
Va néixer el 12 de novembre de 1898 a la ciutat de Novo Mesto, població situada en aquells moments a l'Imperi Austrohongarès però que avui en dia forma part d'Eslovènia.
Va morir el 8 de novembre de 1999 a la seva residència de Maribor.

## Carrera esportiva
Va participar, als 24 anys, als Jocs Olímpics d'Estiu de 1924 realitzats a París (França) en representació del Regne dels Serbis, Croats i Eslovens (també anomenat Regne de Iugoslàvia), on aconseguí guanyar dues medalles d'or en les proves individual i de barra fixa, finalitzant així mateix quart en les proves per equips, salt sobre cavall i anelles com a resultats més destacants, guanyant sengles diplomes olímpics.
En els Jocs Olímpics d'Estiu de 1928 realitzats a Amsterdam (Països Baixos) aconseguí guanyar la medalla d'or en la prova d'anelles i dues medalles de bronze en la prova individual i en la prova per equips, finalitzant així mateix setè en la prova de barres paral·leles com a resultat més destacat.
Absent dels Jocs Olímpics d'estiu de 1932 realitzats a Los Angeles (Estats Units), participà en els Jocs Olímpics d'Estiu de 1936 realitzats a Berlín (Alemanya nazi), on aconseguí guanyar la medalla de plata en la prova d'anelles, finalitzant sisè en la prova per equips com a resultat més destacat.
Al llarg de la seva carrera guanyà onze medalles en el Campionat del Món de gimnàstica artística, entre elles cinc medalles d'or.
El 1997 fou inclòs a l' International Gymnastics Hall of Fame i el 2011 a la Hram slavnih slovenskih športnikov.